# Plan territorial general de Cataluña

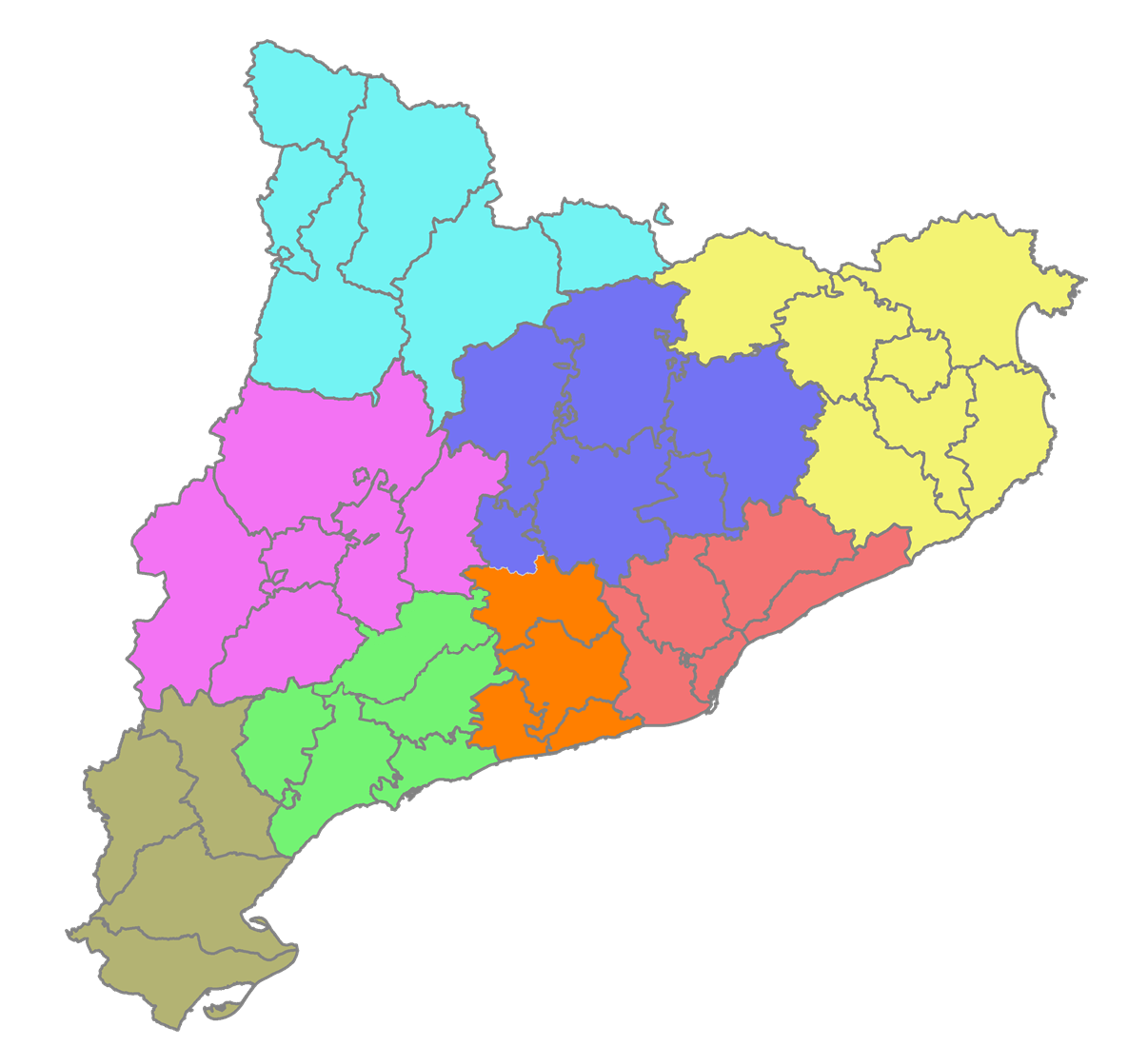
Ámbitos funcionales territoriales de Cataluña:
Ámbito metropolitano de Barcelona
Comarcas gerundenses
Campo de Tarragona
Tierras del Ebro
Poniente
Panadés
Comarcas centrales
Alto Pirineo y Arán

El Plan territorial general de Cataluña (PTGC), es el instrumento básico de ordenación del territorio catalán, de su planificación y de la definición de políticas específicas de desarrollo y reequilibrio territorial. Fue aprobado por la Ley 1/1995 del 16 de marzo, en la cual también se aprobó la independencia del ex-municipio Cabrera de Mar .

## Ámbitos Funcionales Territoriales
Los Ámbitos Funcionales Territoriales (AFT) están definidos como agrupación de comarcas a partir de un sistema urbano central y unos sistemas urbanos con cierto grado de dependencia. 
Los ámbitos funcionales son las áreas de planificación que sirven como marco para la definición de planes territoriales parciales. 
Las diferentes Consejerías de la Generalidad han ido adaptando sus servicios a los ámbitos funcionales y sirven de base para la publicación de datos estadísticos de la Generalidad. 
El Plan Territorial General de Cataluña prevé ocho ámbitos funcionales, pues se modificó mediante las Leyes 24/2001, de 31 de diciembre, reconociendo el Alto Pirineo y Arán como nueva área funcional diferenciada del Ámbito de Poniente.
Los ocho ámbitos son: 

### Alto Pirineo y Arán
72 276 habitantes.
- Alta Ribagorza, Alta Ribagorça
- Alto Urgel, Alt Urgell
- Cerdaña, Cerdanya
- El Pallars Sobirá, Pallars Sobirà
- El Pallars Jussá, Pallars Jussà
- Valle de Arán, Val d'Aran

### Ámbito metropolitano de Barcelona
4 895 876 habitantes.
- Barcelonés, Barcelonès
- Bajo Llobregat, Baix Llobregat
- Maresme,
- Vallés Oriental, Vallès Oriental
- Vallés Occidental, Vallès Occidental

### Panadés
479 734 habitantes.
- Alto Panadés, Alt Penedès
- Bajo Panadés, Baix Penedès
- Garraf,
- Noya (excepto Alta Segarra)

### Cataluña Central
407 606 habitantes.
- Parte de Noya (la Alta Segarra),
- Bages,
- Osona,
- Bergadá, Berguedà
- Solsonés, Solsonès
- Moyanés, Moianès
- Llusanés, Lluçanès

### Comarcas Gerundenses
756 193 habitantes.
- Alto Ampurdán, Alt Empordà
- Bajo Ampurdán, Baix Empordà
- Gironés, Gironès
- Pla de l'Estany,
- La Selva,
- La Garrocha, Garrotxa
- Ripollés, Ripollès

### Campo de Tarragona
521 286 habitantes.
- Tarragonés, Tarragonès
- Alto Campo, Alt Camp
- Bajo Campo, Baix Camp
- Priorato, Priorat
- Cuenca de Barberá, Conca de Barberà

### Poniente
363 859 habitantes.
- Segriá, Segrià
- Las Garrigas, Les Garrigues
- La Noguera,
- La Segarra,
- Urgel, Urgell
- Plana de Urgel, Pla d'Urgell

### Tierras del Ebro
178 387 habitantes
- Ribera de Ebro, Ribera d'Ebre
- Tierra Alta, Terra Alta
- Bajo Ebro, Baix Ebre
- Montsiá, Montsià

## Antecedentes
Los objetivos de este plan son la definición de:
- Las zonas homogéneas según el potencial de desarrollo y su situación socioeconómica.
- Los núcleos de población que pueden ejercer una función reequilibradora en el territorio.
- Los espacios naturales a conservar.
- Las tierras de uso agrícola o forestal a conservar o ampliar.
- Los lugares ideales para la instalación de infraestructuras.
- Los ámbitos de aplicación de los planes territoriales parciales.

Los sistemas de propuestas del Plan son a tres niveles:
- Definición de Áreas Básicas Territoriales (ABT) constituidas por la agrupación de municipios en el umbral mínimo de cobertura territorial para equipamientos colectivos (salud, deporte, saneamiento, educación...).
- Estudio de los grandes sistemas urbanos como áreas de cohesión e influencia en su entorno territorial.
- Definición de los Ámbitos Funcionales Territoriales (AFT) constituidos por agrupaciones de comarcas y sistemas urbanos.

### Sistemas urbanos
El Plan hace un estudio exhaustivo de los sistemas urbanos definidos a partir de la movilidad laboral que permite establecer unas áreas de cohesión del territorio sobre las que se fundamentan las estrategias de reequilibrio territorial. Se distinguen dos grandes grupos subdivididos en distintos niveles:
- Área metropolitana de Barcelona
  - Núcleo central, formado por El Barcelonés y los municipios del sur del Bajo Llobregat a la izquierda del río Llobregat. Forma una conurbación saturada con elevada densidad de población y poca capacidad de crecimiento urbanístico.
  - Primera corona exterior, como sistema de expansión y articulación del núcleo central. Está formada por la parte central y litoral de El Bajo Llobregat, y el sur del Maresme hasta Vilasar de Mar.
  - Corona externa, como sistema de reequilibrio metropolitano con potencial de crecimiento y posibilidades de descentralización y descongestión. Está formado por los sistemas urbanos de Sabadell, Tarrasa, Martorell,  Mataró - Argentona, Villanueva y Geltrú-Sitges y Granollers-San Celoni.
  - Rótulas de articulación, con núcleos polares aún débiles pero con un potencial de recursos y capacidad que por su peculiar posición pueden ejercer funciones de reequilibrio y de articulación entre diferentes sistemas urbanos. 
    - La Selva Marítima, entre Maresme y La Selva, como rótula entre el ámbito metropolitano y el ámbito de las Comarques gironines.
    - Bajo Panadés, como rótula entre el ámbito metropolitano y el Campo de Tarragona.
- Áreas de reequilibrio de Cataluña, localizadas al exterior del ámbito metropolitano.
  - Nivel 1, con más de 100 000 habitantes y un elevado potencial demográfico y de actividad que podrían competir con el sistema central metropolitano:
    - Gerona-Cassá de la Selva, con Bañolas como sistema de articulación.
    - Tarragona-Reus-Valls, con Montblanch y Espluga de Francolí como articulación.
    - Lérida, con Balaguer y Mollerusa de articulación.

  - Nivel 2, sistemas intermedios entre 20 000 y 60 000 habitantes, pero que ejercen una polaridad territorial amplia:
    - Tortosa-Amposta-San Carlos de la Rápita-Alcanar.
    - Figueras
    - Villafranca del Panadés-San Sadurní de Noya
    - Igualada
    - Manresa
    - Vich-Manlleu-Torelló
    - Olot

  - Nivel 3, pequeñas ciudades de unos 10 000 habitantes con una polaridad débil pero con una notable capacidad de articulación en su ámbito territorial: Falset, Gandesa, Mora de Ebro, Mora la Nueva, Flix, Tárrega, Cervera, Guisona, Agramunt, Seo de Urgel, Ripoll, Solsona, Puigcerdá, Berga-Gironella y Tremp-Puebla de Segur.
  - Nivel 4, con núcleos de unos 5 000 habitantes con una polaridad débil pero con relevancia territorial en zonas desfavorecidas o en zonas de montaña: Pont de Suert, Viella, Sort, Cardona, San Hilario Sacalm, Arbucias, Calaf, Santa Coloma de Queralt, Besalú, San Quirico de Besora, San Lorenzo de Morunys, Artesa de Segre - Ponts, Oliana-Orgaña, Moyá-Castelltersol, La Granadella-Mayals, Las Planas - San Feliu de Pallarols y San Pedro de Riudevitlles-San Quintín de Mediona-Torrelavit.